# Gurugram (Distrikt)
Der Distrikt Gurugram (Hindi गुरुग्राम जिला, Panjabi ਗੁਰੂਗ੍ਰਾਮ ਜ਼ਿਲ੍ਹਾ), bis 2016 Gurgaon, ist ein Distrikt im indischen Bundesstaat Haryana und Teil der National Capital Region. Verwaltungssitz ist die Stadt Gurugram. Der Distrikt gehört zur weiteren Metropolregion von Delhi.

## Geographie und Klima

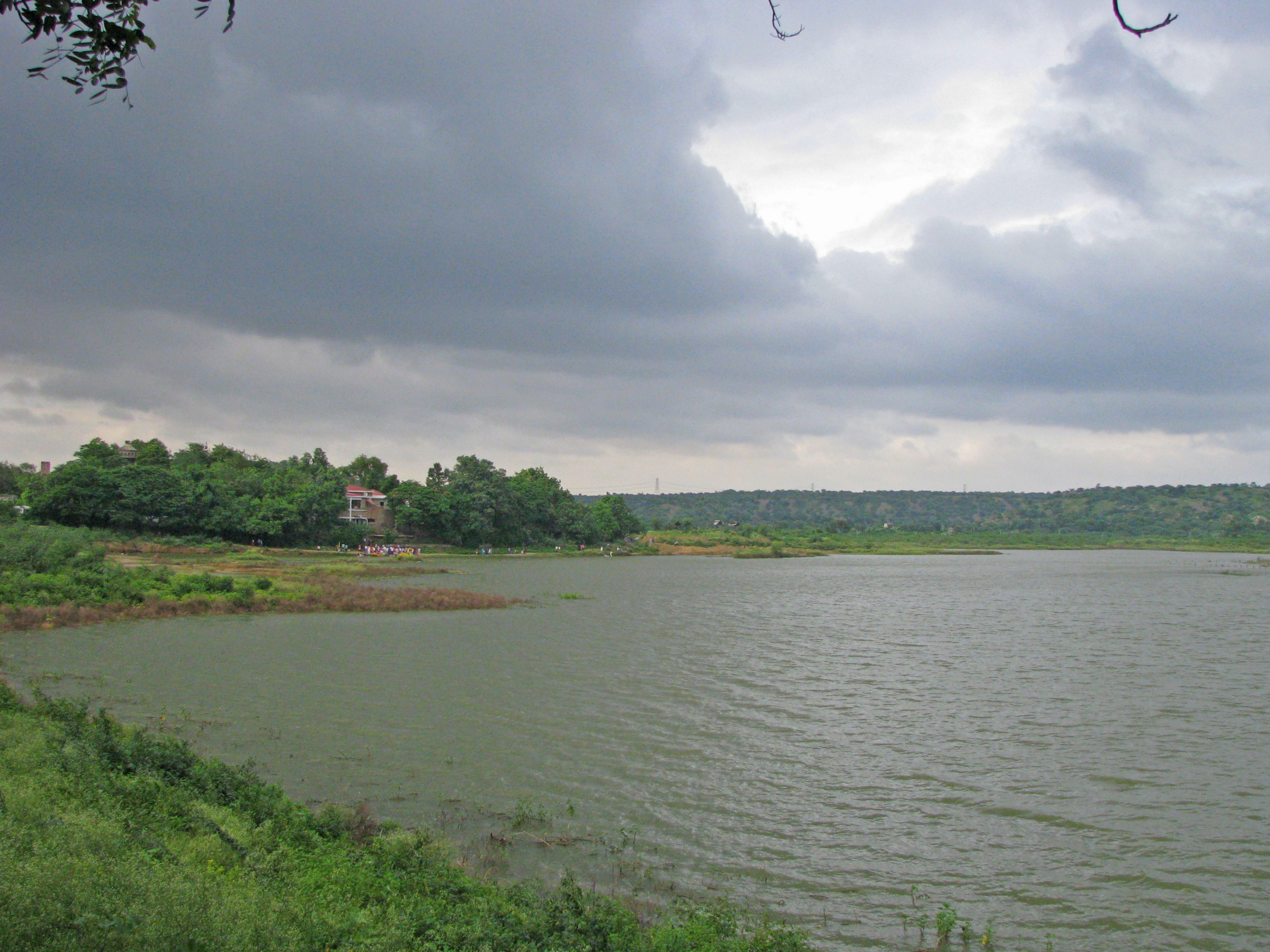
Landschaft am Damdama-See

Der Distrikt Gurugram liegt im Süden Haryanas, südwestlich angrenzend an das Hauptstadtterritorium Delhi. Die angrenzenden Distrikte sind Jhajjar im Nordwesten, Rewari im Westen und Südwesten, Nuh im Süden, Palwal im Südosten und Faridabad im Osten. Der Distrikt liegt in einer Übergangszone zwischen der Ganges-Tiefebene im Norden und dem Aravalligebirge im Süden. Die durchschnittliche Höhe über dem Meeresspiegel beträgt 190 bis 280 Meter. Im Nordwesten finden sich Sanddünen.
Im Distrikt herrscht ein trockenes Steppenklima, das durch sehr heiße Sommer und kalte Winter gekennzeichnet ist. Der durchschnittliche Jahresniederschlag liegt bei 596 mm. Etwa 85 Prozent davon fallen während der Zeit des Südwestmonsuns zwischen der letzten Juniwoche und Ende September. Juli und August sind die regenreichsten Monate. Außerhalb der Monsunzeit herrscht eine ausgeprägte Trockenheit und es gibt nur gelegentlichen Regen, häufiger in Form von Gewitterstürmen.
Die Fläche beträgt 1258 km². Administrativ ist der Distrikt in die vier Subdivisionen Gurgaon North, Gurgaon South, Pataudi und Badhsahpur eingeteilt.

## Geschichte

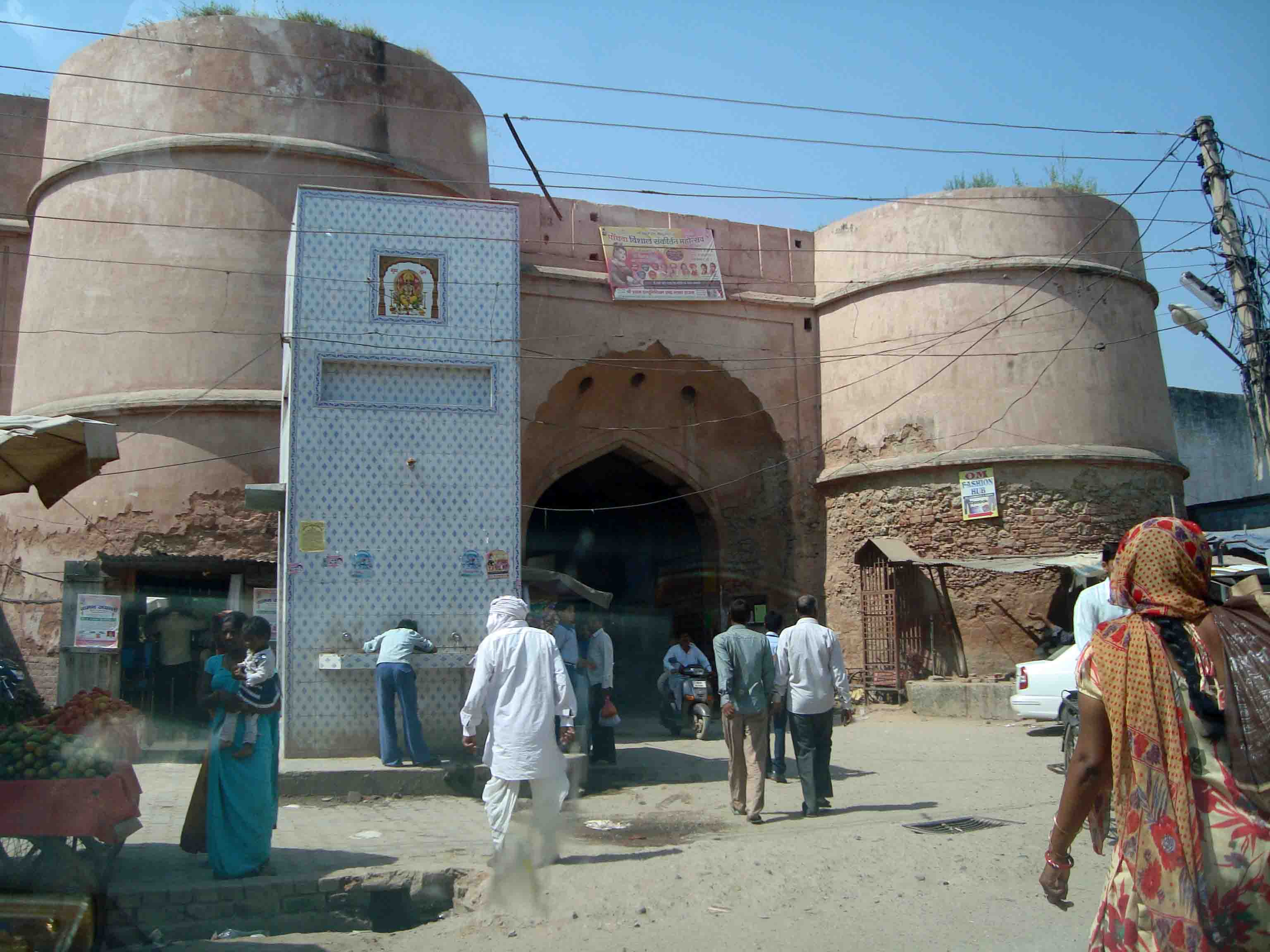
Dilli Darwaza – Eingangstor zur Stadt Farrukhnagar

Der Distriktname soll sich von Guru Gram ableiten, mit der Bedeutung „Dorf eines Gurus“. Der Guru soll Guru Dronacharya aus der Zeit des Mahabharata gewesen sein.
Das Gebiet des späteren Distrikts wurde im zweiten Marathenkrieg von der Britischen Ostindien-Kompanie erobert und mit dem Vertrag von Surji Arjungaon am 30. Dezember 1803 offiziell annektiert. Zunächst war es ein Teil der administrativ locker organisierten Pufferzone, die zwischen dem engeren Kerngebiet der Ostindien-Kompanie östlich des Yamuna und den unabhängigen indischen Fürstenstaaten gebildet wurde. Verdiente indische Militärführer erhielten Landbesitz als Jagirdare in diesem Gebiet zugeteilt. Im Jahr 1806 wurde der Fürstenstaat Pataudi auf dem Gebiet Gurgaons eingerichtet. Durch den Charter Act von 1833 wurden die North-Western Provinces mit Agra als Verwaltungssitz gebildet und das Gebiet Haryanas wurde Teil der Division Delhi, einer der sieben Divisionen in der neuen Provinz. Gurgaon wurde als einer der fünf Distrikte in dieser Division organisiert.
Gurgaon nahm aktiv am indischen Aufstand von 1857 teil und wurde anschließend in Strafaktionen der Briten systematisch verwüstet. Nahar Singh, der Raja des Fürstenstaats Ballabhgarh, der den Aufstand unterstützt hatte, wurde durch die Briten gefangen genommen und am 9. Januar 1858 in Delhi hingerichtet. Seine Ländereien wurden konfisziert und in den Distrikt Gurgaon integriert. Nach der Niederschlagung des Aufstands wurde das Gebiet Haryanas am 13. April 1858 von den North-Western Provinces zur Provinz Punjab transferiert. In den folgenden Jahrzehnten folgte eine Politik der systematischen Vernachlässigung der vermeintlich rebellischen Region durch die britische Verwaltung, die erst nach und nach revidiert wurde. Im unabhängigen Indien kam der Distrikt zunächst zum Bundesstaat Punjab. Im Jahr 1950 wurden der Fürstenstaat Pataudi und 78 Dörfer des Staates Patiala and East Punjab States Union (PEPSU) angegliedert. 1966 kam Gurgaon zum neu gegründeten Bundesstaat Haryana. Im Dezember 1972 wurde der größte Teil des Tehsils Rewari an den Distrikt Mahendragar abgegeben und am 15. August 1979 wurde aus Teilen Gurgaons der neue Distrikt Faridabad gebildet. Am 17. Dezember 2004 folgte, ebenfalls aus Teilen Gurgaons, der neue Distrikt Mewat (2016 umbenannt in Distrikt Nuh).
Zum 12. April 2016 wurde Gurgaon durch die BJP-geführte Bundesstaatsregierung unter Chief Minister Manohar Lal Khattar in Gurugram umbenannt. Die Umbenennung wurde mit Wünschen aus der Bevölkerung begründet.

## Bevölkerung
Infolge des anhaltenden Bevölkerungswachstums in weiten Teilen Nordindiens und durch Zuwanderung ist die Einwohnerzahl des Distrikts in den letzten Jahrzehnten stark angestiegen:
| Jahr      | 1991    | 2001    | 2011      |
| Einwohner | 603.900 | 870.539 | 1.514.432 |

Die Einwohnerzahl lag bei der Volkszählung 2011 bei 1.514.432. Die Bevölkerungswachstumsrate im Zeitraum von 2001 bis 2011 war mit 73,96 % außerordentlich hoch. Gurugram/Gurgaon hatte ein Geschlechterverhältnis von 854 Frauen pro 1000 Männer und damit den in Indien häufigen und in Haryana besonders ausgeprägten Männerüberschuss. Der Distrikt wies eine Alphabetisierungsrate von 84,70 % auf, was einer Steigerung um knapp 6 Prozentpunkte gegenüber dem Jahr 2001 entsprach. Die Alphabetisierung lag damit über dem Durchschnitt Haryanas (75,55 %) und Indiens (74,04 %). 93,0 % der Bevölkerung waren Hindus, 4,7 % Muslime, 1,0 % Sikhs, 0,6 % Christen, je 0,1 % Jainas und Buddhisten und 0,1 % gaben keine Religionszugehörigkeit an oder gehörten anderen Religionen an.
68,8 % der Bevölkerung lebten 2011 in Städten. Größte Stadt war Gurugram mit 876.969 Einwohnern.

## Wirtschaft

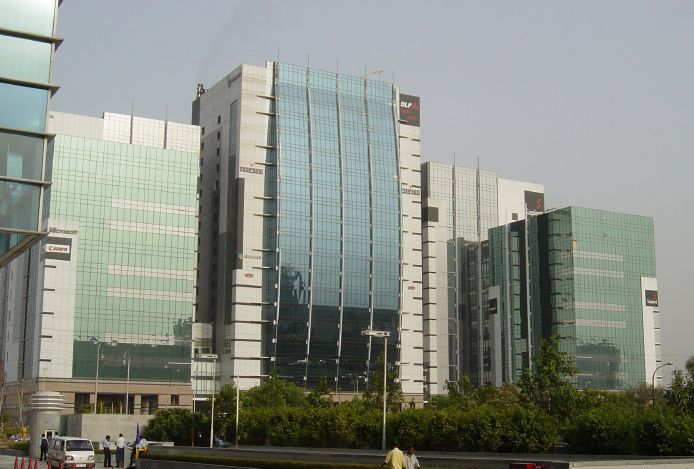
Bürogebäude in Gurugram

Aufgrund der Nähe zur Hauptstadtregion Delhi haben sich im Distrikt Gurugram viele nationale und internationale Unternehmen niedergelassen, weshalb die Region im indischen Maßstab relativ wohlhabend und industrialisiert ist. Im Gebiet des Distrikts gibt es eine Reihe von Sonderwirtschaftszonen. Gurugram gilt als eine „Start-up-City“ Indiens mit einer dynamischen Unternehmenskultur. Das Wirtschaftswachstum wurde begünstigt durch die nahe Lage zur Hauptstadt, gute Verkehrsanbindungen (Flughafen, Autobahnen, Eisenbahn), die Verfügbarkeit von Land und das Arbeitskräftepotential.

## Natur
Im Distrikt Gurgaon befindet sich der um einen See (jheel) herum eingerichtete 1,41 km² Sultanpur-Nationalpark, ein Vogelschutzgebiet von internationaler Bedeutung.